# Iuwlot
Iuwlot (... – 884 a.C.) è stato un Primo Profeta di Amon durante la XXII dinastia egizia.

## Biografia
Figlio di Osorkon I e fratello del predecessore Sheshonq C, svolse la funzione sacerdotale a Tebe principalmente durante la prima parte del regno dell'altro fratello Takelot I del quale pare però non abbia avuto una grande considerazione. Dalle assai scarse notizie in nostro possesso infatti sembra che Iuwlot abbia aumentato il distacco di Tebe dal resto del regno inficiando così, in parte, l'opera di riunificazione attuata dai primi due sovrani della dinastia (Sheshonq I ed Osorkon I).

Alla sua morte, la sua carica venne assegnata ad un altro fratello, Nisubanebdjed.